# José Cevallos y Ruiz de Vargas
José Cevallos y Ruiz de Vargas (1724 - 1776), bibliógrafo y escritor español de la Ilustración.

## Biografía
Miembro de la Real Academia de Buenas Letras de Sevilla, colaboró con Pablo de Olavide en el Plan de estudios de la Universidad de Sevilla, satirizado en la clandestina Vida de don Guindo Cerezo escrita por el agustino fray José Gómez de Avellaneda. Picado de erudición, anduvo siempre revolviendo archivos y coleccionando libros para añadir notas bibliográficas a los repertorios bibliográficos de Nicolás Antonio, materiales con los que redactó sus Apuntaciones para la Biblioteca española (1758-1762) que se conservan manuscritas en la Biblioteca Capitular. Sostuvo una activa correspondencia con Gregorio Mayans y Siscar, a quien puso en contacto con los ilustrados sevillanos Miguel Espinosa Maldonado, Conde del Águila, Diego Alejandro de Gálvez, bibliotecario de la Colombina, y Francisco Lasso de la Vega; también se escribió con el latinista Faustino Arévalo (1747-1824) y otros autores.
- Datos: Q2840348